# 東日本橋
東日本橋（ひがしにほんばし）は、東京都中央区の町名。現行行政地名は東日本橋一丁目から東日本橋三丁目。住居表示実施済区域。

## 概要
日本橋地域の北東に位置し、台東区（浅草橋・柳橋）・墨田区（両国）との区境に当たる。清洲橋通りを挟み、西側は問屋街、東側は商業地と住宅地が混在する区域である。日本橋久松町に所在する久松警察署、日本橋兜町に所在する日本橋消防署の管轄に当たる。清杉通りを挟み、西側は問屋街、東側は事業所と住宅とが混在している。

### 河川・橋梁
- 隅田川 - 両国橋が架かる。
- 神田川 - 浅草橋・柳橋が架かる。

## 歴史
現在の東日本橋に当たる区域は、江戸開府以来交通の要所として栄え、歓楽街であった。史跡も数多く残る。明治時代までは薬研堀があり、その大川口には元柳橋が架けられていた。古典落語などに度々登場する伝統的な区域である。近世以前の「両国」は隅田川西岸の大橋西詰に当たるこの付近を指していた。かつては両国広小路が置かれていた地であり、現在は記念碑が設置されている。現在の中央区日本橋地域、東京市時代の日本橋区が公的に日本橋と呼称される以前から、「日本橋」の名称と共に「両国」の名称が頻繁に使われていた。大元の両国であることを表す「元両国」という呼称もある。
1971年（昭和46年）4月、日本橋村松町・日本橋若松町・日本橋矢ノ倉町・日本橋薬研堀町・日本橋米沢町（以上現：東日本橋一丁目）、日本橋両国（現：東日本橋二丁目）、日本橋橘町（現：東日本橋三丁目）を併せ住居表示を行い新町名・東日本橋が成立した。東日本橋という地名は、この際に命名されたものである。

### 沿革

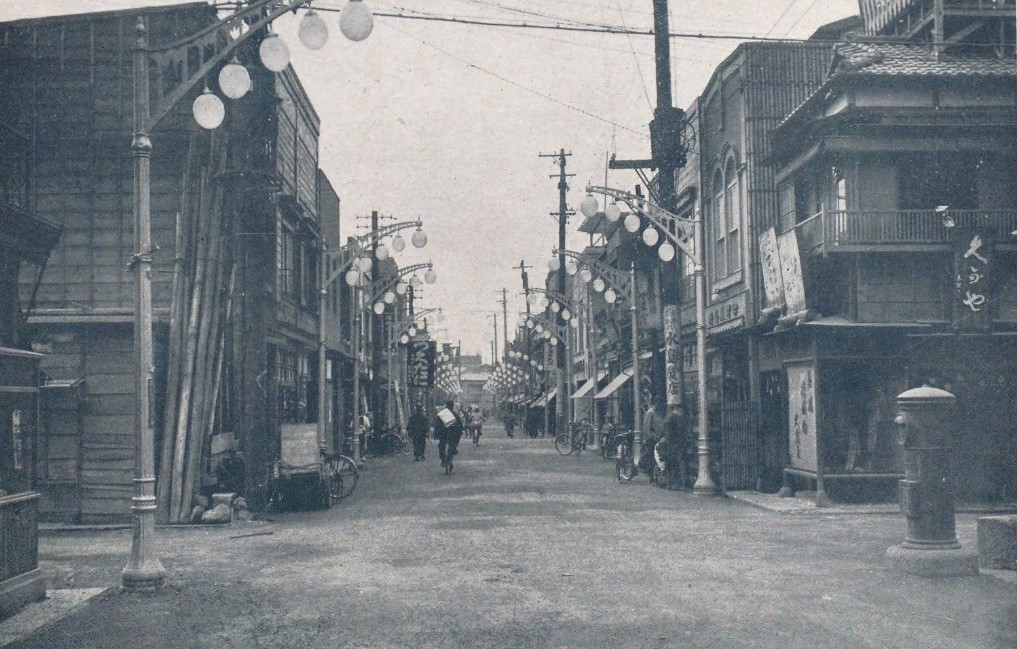
薬研堀界隈。下町の中心地だった

- 1657年（明暦3年）- 明暦の大火の教訓を生かし、両国広小路が整備される。
- 1903年（明治36年）- 薬研堀が完全に埋め立てられる。
- 1962年（昭和37年）5月31日 - 都営地下鉄1号線（現在の浅草線）の駅として東日本橋駅が開業。
- 1971年（昭和46年）4月 - 住居表示の実施により東日本橋が成立。

### 旧町名
現1丁目
| - 日本橋村松町 | - 日本橋若松町 | - 日本橋矢ノ倉町 | - 日本橋薬研堀町 | - 日本橋米沢町 |

現2丁目
- 日本橋両国

現3丁目
- 日本橋橘町

## 世帯数と人口
2023年（令和5年）1月1日現在（中央区発表）の世帯数と人口は以下の通りである。
| 丁目           | 世帯数    | 人口    |
| -------------- | --------- | ------- |
| 東日本橋一丁目 | 725世帯   | 1,177人 |
| 東日本橋二丁目 | 1,527世帯 | 2,514人 |
| 東日本橋三丁目 | 1,381世帯 | 2,336人 |
| 計             | 3,633世帯 | 6,027人 |

### 人口の変遷
国勢調査による人口の推移。
| 年                 | 人口  |
| ------------------ | ----- |
| 1995年（平成7年）  | 1,123 |
| 2000年（平成12年） | 1,378 |
| 2005年（平成17年） | 2,943 |
| 2010年（平成22年） | 4,005 |
| 2015年（平成27年） | 4,805 |
| 2020年（令和2年）  | 5,908 |

### 世帯数の変遷
国勢調査による世帯数の推移。
| 年                 | 世帯数 |
| ------------------ | ------ |
| 1995年（平成7年）  | 445    |
| 2000年（平成12年） | 670    |
| 2005年（平成17年） | 1,939  |
| 2010年（平成22年） | 2,489  |
| 2015年（平成27年） | 2,954  |
| 2020年（令和2年）  | 3,452  |

## 学区
区立小・中学校に通う場合、学区は以下の通りとなる（2025年4月現在）。
- 区域 : 一丁目、二丁目、三丁目　各全域
  - 小学校 : 中央区立久松小学校
  - 中学校 : 中央区立日本橋中学校

## 交通

### 鉄道
- 都営地下鉄浅草線  東日本橋駅 - 副駅名として問屋街が使用されている。
- 都営地下鉄新宿線  馬喰横山駅 - 出入口が設けられている。（所在地：日本橋横山町）

### バス
- 都営バス秋26 東日本橋駅前（葛西駅行）
- 中央区コミュニティバス北循環 馬喰横山駅

### 道路
- 国道6号（江戸通り）
- 東京都道302号新宿両国線（靖国通り） - 本線の終点に当たる。
- 清杉通り
- 清洲橋通り

## 事業所
2021年（令和3年）現在の経済センサス調査による事業所数と従業員数は以下の通りである。
| 丁目           | 事業所数  | 従業員数 |
| -------------- | --------- | -------- |
| 東日本橋一丁目 | 162事業所 | 3,596人  |
| 東日本橋二丁目 | 474事業所 | 5,657人  |
| 東日本橋三丁目 | 360事業所 | 4,802人  |
| 計             | 996事業所 | 14,055人 |

### 事業者数の変遷
経済センサスによる事業所数の推移。
| 年                 | 事業者数 |
| ------------------ | -------- |
| 2016年（平成28年） | 978      |
| 2021年（令和3年）  | 996      |

### 従業員数の変遷
経済センサスによる従業員数の推移。
| 年                 | 従業員数 |
| ------------------ | -------- |
| 2016年（平成28年） | 12,388   |
| 2021年（令和3年）  | 14,055   |

### 主な企業
- プリマ楽器 本社
- 大日本除虫菊 東京支店

## 施設
教育
- 中央区立日本橋中学校

公園
- 中央区立千代田公園

社寺
- 川崎大師東京別院 薬研堀不動院

旧跡
- 両国広小路 - 江戸三大広小路
- 順天堂大学 - 発祥地に当たり薬研堀不動院に本学発祥の地の石碑がある。

## その他

### 日本郵便
- 郵便番号 : 103-0004[3]（集配局 : にほんばし蔵前郵便局[15]）。